# Глинно (Гродненская область)
Гли́нно (бел. Глі́нна, пол. Glinno) — деревня в Сморгонском районе Гродненской области Белоруссии.
Входит в состав Коренёвского сельсовета.
Расположена в центральной части района. Расстояние до районного центра Сморгонь по автодороге — 12 км, до центра сельсовета деревни Корени по прямой — чуть менее 12,5 км. Ближайшие населённые пункты — Кулаково, Новинка, Харуково. Площадь занимаемой территории составляет 0,4780 км², протяжённость границ 8920 м.
Согласно переписи население деревни в 1999 году насчитывало 52 жителя.
До 2008 года Глинно входило в состав Белковщинского сельсовета.
Через деревню проходит автомобильная дорога местного значения Н6134 Голешонки — Понара.
Через Глинно проходит регулярный автобусный маршрут Сморгонь — Понара.
Возле деревни находится кладбище участников Первой мировой войны с частично сохранившимися памятниками русским и немецким солдатам.